# União das Freguesias de Alheira e Igreja Nova
União das Freguesias de Alheira e Igreja Nova, kurz Alheira e Igreja Nova, ist eine Gemeinde (Freguesia) im Kreis Barcelos im Norden Portugals.
In der Gemeinde leben 1.456 Einwohner auf einer Fläche von 10,17 km² (Stand nach Zahlen von 2011).
Die Gemeinde entstand im Zuge der Gebietsreform in Portugal am 29. September 2013 durch Zusammenlegung der beiden bisherigen Gemeinden Alheira und Igreja Nova. Alheira wurde Sitz der Gemeinde.